# Ku Bon-chan
Ku Bon-chan (Koreaans: 구본찬) (Gyeongju, 31 januari 1993) is een Zuid-Koreaans boogschutter.
In 2015 werd Ku wereldkampioen in de gemengde landenwedstrijd en in de landenwedstrijd, individueel eindigde Ku als negende.
Ku nam deel aan de  Olympische Zomerspelen 2016 in Rio de Janeiro, tijdens de kwalificatie schoot hij 681 punten van de maximale 700 punten en eindigde als zesde, uiteindelijk won Ku individueel olympisch goud. In de landenwedstrijd was Ku met zijn ploeggenoten oppermachtig en won de gouden medaille.

## Palmares

### Olympische Spelen
- 2016:  Rio de Janeiro (individueel)
- 2016:  Rio de Janeiro (team)

### Wereldkampioenschappen
- 2015:  Kopenhagen (team)
- 2015:  Kopenhagen (gemengde teams)

### Aziatische Spelen
- 2014:  Incheon (team)

### World Cup
- 2014:  Stage 2 (team)
- 2014:  Stage 3 (team)
- 2014:  Stage 3 (individueel)
- 2015:  Stage 1 (individueel)
- 2015:  Stage 1 (team)
- 2015:  Stage 2 (team)
- 2016:  Stage 2 (team)
- 2016:  Stage 2 (individueel)
- 2016:  Stage 3 (individueel)
- 2016:  Stage 3 (team)
- 2016:  Stage 3 (gemengd)
- 2016:  Finale (individueel)
- 2016:  Finale (gemengd)

1904: George Bryant ·
1908: William Dod ·
1972: John Williams ·
1976: Darrell Pace ·
1980: Tomi Poikolainen ·
1984: Darrell Pace ·
1988: Jay Barrs ·
1992: Sébastien Flute ·
1996: Justin Huish ·
2000: Simon Fairweather ·
2004: Marco Galiazzo ·
2008: Viktor Roeban ·
2012: Oh Jin-hyek ·
2016: Ku Bon-chan ·
2020: Mete Gazoz ·
2024: Kim Woo-jin
1988: Chun/Lee/Park ·
1992: Holgado/Menéndez/Vázquez ·
1996: Huish/Johnson/White ·
2000: Jang/Kim/Ok ·
2004: Im/Jang/Park ·
2008: Im/Lee/Park ·
2012: Frangilli/Galiazzo/Nespoli ·
2016: Kim/Ku/Lee ·
2020: Kim J/Kim W/Oh ·
2024: Kim J/Kim W/Lee